# Constantius II
Flavius Julius Constantius (Grieks: Κωνστάντιος Β', Kōnstantios) (7 augustus 317 - 3 november 361), bekend als Constantius II, was een Romeins keizer van september 337 tot 3 november 361.
Constantius werd in Sirmium, in Illyricum, als tweede zoon van Constantijn de Grote en diens vrouw Fausta geboren. Op 13 november 324 werd hij door zijn vader tot Caesar benoemd. Omstreeks 335 trouwde hij met zijn eerste vrouw, een dochter van zijn oom Julius Constantius en halfzuster van zijn neef Julianus Apostata.
Toen Constantijn de Grote in mei 337 stierf was Constantius er snel bij om zo veel mogelijk macht te grijpen. Hij was waarschijnlijk de drijvende kracht achter het uitroeien van de halve mannelijke familie van Constantijn. In september datzelfde jaar verdeelde hij het rijk samen met zijn broers Constantijn II en Constans. Constantius kreeg het oostelijke deel, met uitzondering van Thracië, Achaea en Macedonia, dat onder controle van Constans viel.
In 340 stierf Constantijn II, de oudste van de drie broers, in een slag tegen Constans (de jongste). In 350 werd ook Constans gedood, door een opstand van de usurpator Magnentius. Constantius was nu theoretisch keizer van het complete rijk. Magnentius moest echter nog wel uit de weg worden geruimd. Constantius benoemde derhalve zijn neef Flavius Claudius Constantius Gallus, broer van Julianus Apostata, tot Caesar om in het oosten een oogje in het zeil te houden, terwijl hij zelf naar Italia trok. Constantius voerde twee veldslagen tegen Magnentius, bij Mursa in 351, die onbeslist eindigde, en bij Mons Seleucus in 353, waarin het hem lukte om Magnentius definitief te verslaan. Een jaar later liet Constantius Gallus executeren, omdat deze opstandig werd.
Gedurende Constantius' gehele heerschappij waren er regelmatig invallen van de Perzen. De meeste van deze invallen wist hij af te slaan. Zijn militaire campagnes tegen de Germaanse stammen waren succesvoller: in 354 versloeg hij de Alamanni; in 357 voerde hij ten noorden van de Donau campagne tegen de Quaden en Sarmaten.
In 355 benoemde Constantius op aanraden van zijn tweede vrouw Eusebia zijn neef Julianus (Apostata) tot Caesar, en stuurde hem naar Gallia. Deze had daar echter zoveel succes, dat zijn troepen hem in 360 tot keizer uitriepen. Een burgeroorlog werd voorkomen door de (natuurlijke) dood van Constantius in november 361.

## Leven

### Jeugd
Constantius kwam in het jaar 317 als zoon van Constantijn I en zijn vrouw Fausta ter wereld. Zijn broers en zussen waren de latere keizer Constantijn II en Constans en de twee meisjes, Helena en Constantina. Constantius werd op 8 november 324 (op basis van epigrafisch bewijs op 13 november) door zijn vader tot Caesar (onderkeizer) verheven en belast met het beheer van het oostelijk deel van het Romeinse rijk.
Aangezien hij pas zeven jaar oud was kon Constantius deze positie aanvankelijk nog niet vervullen. Over zijn jeugd en opvoeding is bijna niets bekend. Wat telde was dat hij en zijn broers christelijk werden opgevoed. Gedurende zijn hele leven zou dit bepalend zijn voor al Constantius zijn handelingen. Deze jaren werden overschaduwd door de gebeurtenissen van 326. Keizer Constantijn liet zijn vrouw Fausta en zijn zoon Crispus, uit een eerdere verbintenis, in dat jaar onder nog steeds onduidelijke omstandigheden ter dood brengen. Er wordt door diverse auteurs gespeculeerd dat de twee een verhouding zouden hebben gehad. In 335 huwde Constantius de enige dochter van zijn halfoom Julius Constantius en Galla. De naam van zijn vrouw is niet overgeleverd in de ons ter beschikking staande bronnen, maar vermoedelijk zal zij Galla, Julia of Constantia hebben geheten.

### Dood van Constantijn de Grote
Na de dood van Constantijn de Grote op Pinksteren van het jaar 337 kwam het tot een reeks van moorden: militairen doodden meerdere leden van Constantijns familie, zodat uiteindelijk alleen de zonen van de overleden keizer, alsook hun verwanten Constantius Gallus en Julianus (de laatste was gespaard omwille van zijn jeugdige leeftijd) overbleven. De achtergrond van deze moorden zijn als gevolg van het problematische bronmateriaal niet eenduidig te benoemen. Het is onduidelijk of de militairen op een "proactieve manier" onafhankelijk handelde, of dat zij opdracht hadden gekregen van een of meer van de zonen van Constantijn de Grote.
Veel onderzoekers zien Constantius II als de kwade genius, maar dit is niet onomstreden en wordt mogelijk mede veroorzaakt door de slechte reputatie van Constantius II in de bronnen als gevolg van zijn Arianisme. In 337 of 338 kwamen de drie broers, Constantijn II, Constans en Constantius II op de conferentie van Viminacium tot een vorm van overeenstemming. Zij namen alle drie de titel van Augustus aan; verdeelden het rijk in drieën en oefenden elk de macht uit over hun deel van het Romeinse Rijk.

### Keizer in het Oosten

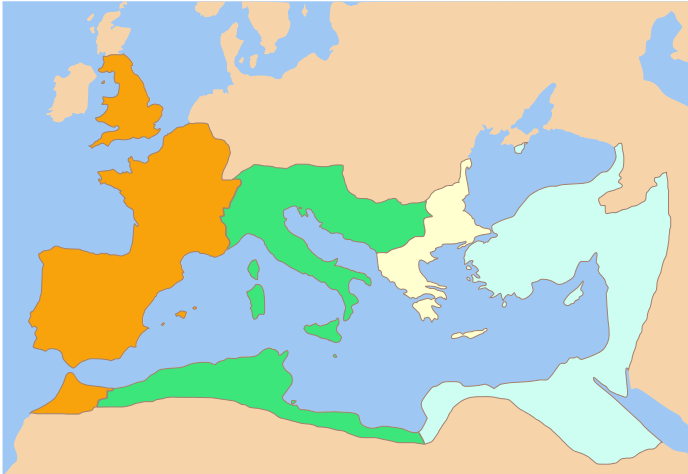
Gebied van Constantijn II
Gebied van Constans I, bestuurd door Constantijn II
Gebied van Constantius II

Constantius kreeg het oostelijke deel van het rijk. Het door zijn vermoorde neef Dalmatius bestuurde Balkanschiereiland viel daar niet onder. Dit werd bestuurd door Constans, die samen met Constantijn II het westelijke deel van het rijk regeerde. Constantijn II kwam in 340 om in de strijd tegen Constans, die vanaf nu de zeggenschap over het volledige Westen uitoefende. Hij had Thracië, met als hoofdstad Constantinopel, in 339 echter aan Constantius afgestaan. Al snel ontstonden er spanningen tussen Constans en Constantius. Deze verergerden nog, toen Constans tegen de Arianen optrad. Deze stroming werd juist door Constantius II begunstigd. Constans stelde zich in dit religieuze conflict open aan de zijde van Athanasios (zie hieronder). Het kwam echter niet tot een militaire confrontatie. In 346 verzoenden de twee broers zich formeel met elkaar. Athanasios kon nu uit zijn ballingschap in het Westen terugkeren naar Alexandrië. Op een gezamenlijke bekentenisformule voor de gehele keizerlijke kerk kon men zich echter niet verenigen.

### Usurpatie door Magnentius
Constans werd in 350 het slachtoffer van de usurpator Magnentius, die zijn opstand vanuit Gallia was begonnen. Constans had zich door zijn religieuze politiek en zijn onhandige omgang met het leger blijkbaar impopulair gemaakt, zodat een groep van zijn hovelingen tegen hem intrigeerde. In januari 350 had Constans' beheerder van de schatkast Marcellinus tijdens een feestelijke banket Magnentius, een hoge gardeofficier van Germaanse afkomst, in een schijnbaar vooraf voorbereide actie aan de verzamelde officieren van het Gallische leger, als de nieuwe keizer, voorgesteld. De aanwezigen stemden met enthousiasme in. Constans werd kort daarop vermoord en Magnentius kreeg het westen van het Romeinse rijk vrijwel zonder slag of stoot in de schoot geworpen. Magnentius, die zelf een heiden was, maakte het verbod op nachtelijke offers ongedaan. Bij de christenen maakte hij zich populair door zijn steun aan de aanhangers van de geloofsbelijdenis van Nicea, die overigens ook al door Constans werden begunstigd.
Constantius had geen andere keuze dan Magnentius vooralsnog zijn gang te laten gaan, vooral ook omdat de Balkan zich bij deze gelegenheid losmaakte van het West-Romeinse Rijk. Daar was namelijk de bejaarde generaal Vetranio tot Augustus uitgeroepen. Op de achtergrond trok Constantius' zuster Constantina er aan de touwtjes: aangezien er weinig tijd was, geloofde zij door deze stap het in de strijd geharde leger van de Donau in het kamp van Constantius II te brengen. Constantina verzekerde haar broer bovendien dat Vetranio gemakkelijk te manipuleren was en dat van hem geen gevaar uitging. Daarmee kreeg zij gelijk. Reeds in 348 had Constantius verder een groep van christelijke (Ariaanse) Goten onder hun leider Wulfila in het Romeinse Rijk opgenomen, wat ook een versterking van de strijdkrachten van het keizerrijk betekende. Constantius was echter vooralsnog niet in staat om zich in de aangelegenheden in het Westen te mengen, temeer omdat hij ook de veiligheid van zijn Oosterse grenzen in de gaten moest blijven houden.

### Eerste Perzische oorlog
Aan deze oostelijke grens bleef gedurende de hele regering van Constantius, het Sassanidische Rijk onder Shapur II een serieuze tegenstander (zie hiervoor ook de Romeins-Perzische oorlogen). Constantijn de Grote (vader van Constantius) had kort voor zijn dood, een campagne tegen de Sassaniden gepland. In Armenië was het tot een interne machtsstrijd gekomen, Shapur II maakt van de situatie gebruik om in 347 het land binnen te vallen. Uiteindelijk slaagde Constantius er echter in de Armeense koning Arsakes II, die Shapur in eerste instantie had verdreven, voor zich te winnen. Daarmee slaagde hij er in om Armenië op een pro-Romeinse koers te krijgen.
Het belangrijkste strijdtoneel tussen de Romeinen en Perzen was Mesopotamië, waar het in totaal drie maal belegerde Nisibis (338, 346 en 350) door de Romeinen kon worden ontzet. Constantius voerde een voornamelijk defensieve strategie, die op een uitputtingsoorlog inzette: de Perzen moesten zich vastlopen op de ring van Romeinse vestigingen, die de Oosterse provincies van het Romeinse Rijk tegen de Sassaniden moesten beschermen. Ten minste eenmaal kwam het tot een Romeins offensief op Sassanidisch gebied. Constantius zette daar ook Gotische eenheden in alsook (naar Perzisch voorbeeld) gepantserde cavalerie (Kataphraktoi).
Het enige grote gevecht vond in de buurt van Singara plaats, waar de Romeinen onder het bevel van Constantius op het laatste moment zware verliezen te verduren kregen. De exacte datum van de strijd, die de climax van de eerste Perzische oorlog van Constantius markeerde, en waarin ook een Perzische prins in de strijd viel, was als gevolg van de uiteenlopende genoemde data in de bronnen lange tijd een twistpunt in het onderzoek, maar het zal eerder in 344 dan in 348 zijn geweest. Ondanks dit kon de keizer met zijn strategie de grens grotendeels houden. Vermeldenswaard is ten slotte het anonieme pamflet met de titel, Itinerarium Alexandri, dat tot doel had, Constantius tot een zegenrijke strijd tegen de Perzen aan te moedigen.

### Alleenheerschappij
De Perzen hadden rond 350 aan hun oostelijke grens met invallende Chionieten te maken. Om die reden brak Shapur de vijandelijkheden tegen Rome vooralsnog af. Constantius zette in 351 met Constantius Gallus een van zijn laatst overgebleven verwanten als onderkeizer in het oosten in; tevens liet hij Gallus in het huwelijk treden met zijn zuster Constantina. Constantius wilde van de tijdelijke rust aan de oostgrens gebruikmaken om nu de zaken in het Westen recht te trekken, in het bijzonder wilde hij nu afrekenen met de usurpator Magnentius. Een eerste stap was het terugtreden van de Balkankeizer Vetranio – hij eindigde zijn leven op zijn eigen landgoederen als rijk man – die daarmee voor Constantius de wegen naar het westen opende.
Daarna kon Constantius II nog in hetzelfde jaar Magnentius in de bloedige slag bij Mursa (het huidige Osijek in Kroatië) verslaan. Daarbij zouden 54.000 soldaten om het leven zijn gekomen. Constantius kondigde nu een amnestie af, waarvan alleen die soldaten werden uitgesloten die betrokken waren geweest bij de moord op Constans. Magnentius trok zich na de nederlaag naar Gallië terug, waar Constantius hem in 353 in de slag bij Mons Seleucus (het huidige La Bâtie-Montsaléon, in het huidige Franse departement Hautes-Alpes) beslissend versloeg.
Magnentius beroofde zich kort daarop in augustus 353 van het leven. Door deze daad verkreeg Constantius II de facto de alleenheerschappij over het gehele Romeinse Rijk. Zijn overwinningen in deze burgeroorlog liet Constantius onder andere vieren door de bouw van triomfbogen. Hoewel de keizer door de historicus Ammianus Marcellinus, onze belangrijkste bron voor deze tijd, zwaar werd bekritiseerd (dit was immers geen overwinning op de barbaren, maar op Romeinen), verkreeg Constantius door deze overwinning tenminste ruimte om te handelen en slaagde hij er ook in de door veel Romeinen gewenste eenheid van het Romeinse Rijk te herstellen.
Tijdens deze burgeroorlog staken Frankische eenheden de Rijn over. Zij konden dit doen aangezien Magnentius de grensverdediging van bijna alle troepen had ontdaan, dit omdat hij deze eenheden wilde inzetten tegen Constantius. De Franken kregen langzamerhand vaste voet aan de linkeroever van de Rijn, het grootste gevaar voor het rijk kwam echter van de Alamannen, die in 352 het Romeinse Rijk waren binnengevallen. De Rijngrens moest tijdelijk worden opgegeven en Germaanse stammen trokken nog jarenlang plunderend door Gallië. Van 354 tot 356 voerde Constantius campagnes tegen Alemannische stammen in de Breisgau en in de buurt van de Bodensee. Deze campagnes waren weliswaar niet helemaal succesvol, maar Julianus Apostata slaagde er een aantal jaren later in vanuit een machtsbasis in Gallia Belgica (zwaartepunt in Durocortorum (het huidige Reims)) de situatie in Gallië en aan de Rijn op middellange termijn te stabiliseren.

### Conflicten met de onderkeizers en de tweede Perzische oorlog
Constantius wijdde zijn tijd in het jaar 354 aan de gebeurtenissen in het Oosten, want daar voerde de in Antiochië aan de Orontes residerende Gallus zijn opgaven niet zo naar tevredenheid uit, als de keizer wel had gewenst. Integendeel joeg Gallus door zijn autocratische regeringsstijl de burgers van Antiochië, een van de grootste en belangrijkste steden van het Romeinse rijk, tegen zich in het harnas. Daarnaast lijkt Gallus in samenwerking met zijn politiek ambitieuze vrouw Constantina ernaar gestreefd te hebben, een zo groot mogelijke onafhankelijkheid, ook op administratief gebied, van het keizerlijk hof te verkrijgen. Dit stond natuurlijk in direct contrast met de ideeën van Constantius over behoorlijk bestuur.
Constantius stond er op dat de pretoriaanse prefect als de hoogste ambtenaar rechtstreeks verantwoordelijk verschuldigd bleef aan de keizer. Gallus, die zo ver ging om de quaestor Montius en de prefect Domitianus te laten vermoorden, werd uiteindelijk naar het Westen gelokt, uit zijn ambt ontslagen en eind 364 terechtgesteld..
Een probleem deed zich ook voor met de Frankische magister militum Silvanus, die door Constantius met de beveiliging van de Rijngrens was belast. Silvanus werd als gevolg van intriges aan het keizerlijk hof tot usurpatie gedreven en moest in een regelrechte "commandoactie" in 355 onschadelijk worden gemaakt. In datzelfde jaar zette Constantius, die zich nu weer zelf met de problemen in het oostelijk deel van het Romeinse bezig moest houden, de halfbroer van Gallus, Julianus Apostata als onderkeizer in Gallië in. Het inzetten van deze bloedverwant, ondanks de ervaringen die met Gallus was opgedaan, kan deels worden toegeschreven aan overwegingen van dynastieke legitimiteit, die voor veel soldaten van groot belang was.
Constantius hield zich in deze jaren vaker in het Westen op. Indrukwekkend was zijn bezoek in 357 aan Rome, waarover Ammianus uitvoerig bericht. Ammianus bespotte het feit dat Constantius tijdens zijn bezoek aan Rome als een standbeeld op zijn triomfwagen stond en vrijwel geen emotie toonde. Maar dit en ook het steeds strenger wordende hofceremonieel kan worden geassocieerd met Constantius' christelijk-keizerlijke zelfbeeld. Volgens deze ideologie was de keizer niet eenvoudig een mens, maar voor alles een symbool, die met opzet buiten de menselijke invloedssfeer moest worden geplaatst. Het pad naar de "Byzantijnse Rijk" begint dan ook met de regering van Constantius.
Julianus voerde intussen in Gallië een zeer succesvolle oorlog. In 357 versloeg hij in de Slag bij Argentoratum (het huidige Straatsburg), de Alemannen. Aan de linkeroever van de Rijn stond hij toe dat Salische Franken zich als Romeinse foederati konden vestigden in Toxandria, het gebied tussen Schelde, Dijle en Maas. De Franken beloofden de grensbewaking in dit gebied voor hun rekening te nemen. Andere Germaanse stammen konden meer stroomopwaarts door Julianus over de Rijn worden teruggedreven. In deze jaren slaagde Julianus er in de Rijngrens dus te stabiliseren. Gallië was dus opnieuw veilig. Het moet echter worden benadrukt dat Julianus hier waarschijnlijk in overeenstemming met, en niet zonder rekening te houden met de wensen van Constantius opereerde. Zo liet de keizer de legeraanvoerder Marcellus, die Julianus bij de belegering van Senonae zijn medewerking had geweigerd, vervangen door generaal Severus.
Ondanks claims van het tegendeel in de bronnen poogde Constantius zijn Caesar zo veel mogelijk te ondersteunen, terwijl hij er aan de andere kant, als gevolg van zijn ervaring Gallus, op bedacht was dat Julianus niet te overmoedig zou worden. Naarmate de tijd vorderde verergerden de reeds bestaande spanningen zich echter steeds meer. Daarbij droeg ook bij dat Constantius' vrouw Eusebia, met wie hij in 352/53 trouwde, en die als een uitgesproken schoonheid wordt beschreven, in het jaar 360 stierf. Zij zou enige invloed op de keizer hebben gehad en mogelijk een middelende rol tussen Constantius en Julianus hebben vervuld, hoewel in sommige van het meer recente onderzoek ervan wordt uitgegaan dat Eusebia alleen de belangen van haar man nastreefde. In 359 liet Constantius, Saturninius Secundus Salutius, Julianus' belangrijkste man in het civiele bestuur van Gallië naar het Oosten roepen.
Op de Balkan vocht Constantius van 357 tot 359 tegen de Quaden en de Sarmaten. In deze strijd behaalde hij meer succes. In het Oosten ging de ernstigste bedreiging echter nog steeds van de Perzen uit. Het kwam eerst nog tot diplomatieke onderhandelingen met Shapur II, die intussen klaarblijkelijk met de bedreiging van de Chioniten, aan de oostgrens van zijn rijk, had afgerekend. Ammianus levert ons de inhoud van de diplomatieke boodschappen over. Opmerkelijk is de gewoonte van beide keizers elkaar als broeder aan te spreken:
Ik, Koning der Koningen, Sapor, begeleider van de sterren, broeder van de zon en de maan, wens de Caesar Constantius, mijn broeder, al het goede.
Het antwoord hierop van Constantius was als volgt:
Ik, Constantius, overwinnaar op het water en op het land, altijd de verheven Augustus, wens mijn broeder, de koning Sapor, al het goede.
Shapur stelde in 358 aan Constantius de eis, om de Romeinse provincies Mesopotamië en Armenië aan de Sassaniden over te laten. Deze eis wees de keizer van de hand. In 359 begon de Perzische invasie. Hierop waren de Romeinen duidelijk niet voorbereid. De Sassaniden volgden een nieuwe strategie: zij wilden de sterke Romeinse vestingen aan de grens vermijden en direct het kerngebied van de Romeinse provincie Syrië binnenvallen. Bij het uitvoeren van deze plannen kregen zij belangrijke steun van een Romeinse overloper met de naam Antoninus. Desondanks werden de Sassaniden gedwongen om de belangrijke vesting Amida te belegeren. Het kostte hen 73 dagen om deze stad in te nemen.
Schapurs leger van rond 100.000 man had hierbij zware verliezen geleden. Kort daarop volgde de verovering van de steden Singara en Bezabde. Het gehele oostelijke deel van het rijk geraakte nu in grote opwinding. De voormalige legeraanvoerde Ursicinus, die reeds eerder aan de staf van de magister militum Sabinianus was toegevoegd, verving Sebastianus en Constantius liet in grote haast troepen samentrekken.

### De verheffing van Julianus en de dood van Constantius II
Het Romeinse leger was na de gevechten in 359/60 tegen de Perzen nog grotendeels intact, maar de situatie was zo ernstig dat Constantius bevel gaf om extra troepen vanuit het westen naar het oosten over te plaatsen om daar de grens te beveiligen. Daarop kwamen in het voorjaar van 360 de troepen in Gallië in opstand en riep Julianus in Lutetia (het huidige Parijs) tot keizer uit. Volgens Ammianus handelden de troepen op eigen initiatief, maar het is veel waarschijnlijker dat het hier om een geënsceneerde daad door Julianus ging..
Voor de tweede keer, na de opkomst en ondergang van Gallus, kwam hier een structureel probleem in het machtssysteem van Constantius aan de oppervlakte: vanwege de vele brandhaarden en de grootte van het Rijk was het intussen onvermijdelijk geworden, "onderkeizers" in te zetten die ook over zeer uitgebreide bevoegdheden beschikten. Zoals ook voor hem Gallus, was Julianus niet bereid slechts de junior partner te zijn, maar ambieerde hij een rol als een gelijkwaardige medekeizer. Aangezien Constantius hem dit had geweigerd, nam Julianus het heft in eigen handen en besloot hij zijn troepen tegen de keizer in te zetten. Met het oog op het dreigende militaire conflict met Julianus, profiteerde Constantius er van dat Shapur, die het niet was gelukt om in de kerngebieden van Syrië door te dringen, zich ten slotte toch had teruggetrokken. Daarnaast verzekerde Constantius zich ook van de trouw van de christelijke koningen van Armenië en Iberia.
Julianus, die eerst nog in actie komen moest komen tegen de Alemannen, trok in het voorjaar van 361, met zijn Gallische troepen in drie legerkolommen naar het Oosten. Zij ontmoetten weinig weerstand en bereikten al snel de Donau. Sirmium, een van de grootste Romeinse vestigingen in dit gebied, werd door een verrassingsaanval ingenomen. Deze successen waren nauwelijks meer dan de eerste opening van het gevecht, omdat Constantius nog over het sterke Oostelijke leger beschikte. Op bezoek bij dit leger stierf Constantius op 3 november 361 in Cilicië, verzwakt door koorts en ook door de strapatsen van de afgelopen jaren. Naar verluidt had de keizer op zijn sterfbed Julianus als zijn opvolger aangewezen, maar dit is zeer omstreden en ook onwaarschijnlijk. Julianus liet Constantius' zijn stoffelijk overzicht met alle benodigde eer naar Constantinopel overbrengen. Daar werd hij begraven. Constantia, de dochter van Constantius' derde vrouw Faustina werd later de vrouw van keizer Gratianus.
Onmiddellijk na zijn dood werden veel van zijn naaste medewerkers op last van Julianus in het tribunaal van Chalcedon verbannen of ter dood veroordeeld.

## Huwelijken en kinderen
Constantius II was drie keer getrouwd: eerst met een dochter van zijn halfoom Julius Constantius, wiens naam onbekend is. Zij was een volle zus van Constantius Gallus en een halfzuster van Julianus Apostata. Zij overleed rond 352/53. De tweede keer met Eusebia. Zij kwam uit Thessaloniki en was van Macedonische oorsprong. Dit huwelijk vond nog voor de nederlaag van Magnentius in 353 plaats. Zij overleed in 360. De derde keer trad hij in 360 met Faustina in het huwelijk. Uit dit huwelijk kwam het enig kind van Constantius ter wereld, een postuum geboren dochter, Flavia Maxima Constantia, die later zou trouwen met keizer Gratianus.

## Religieus beleid
Afgezien van Julianus, de laatste heidense keizer van het Romeinse rijk, kregen alle keizers uit de Late oudheid vanaf keizer Constantijn steeds weer met vaak hoog oplaaiende theologische geschillen te maken. In het centrum van de controverse stond daarbij de vraag over de natuur van Christus: al in de tijd van Constantijn was de zogenaamde Ariaanse controverse uitgebroken. Arius, een priester uit Alexandrië, had verkondigd dat er een tijd was geweest, waarin Jezus Christus niet had bestaan. Jezus was niet consubstantieel (hom[o]ousios) met God de Vader, zoals door de meerderheid van de kerk op het Concilie van Nicea in 325 was erkend (geloofsbelijdenis van Nicea), maar alleen maar in wezen gelijkaardig (homoi[o]usios). Arius' leer, die door de meerderheid van de bisschoppen als ketters werd veroordeeld, vond in het Westen vrijwel geen voedingsbodem, maar was in het Oosten van het Rijk echter heel populair. Bij de Ariaanse controverse waren grote delen van de bevolking betrokken, niet in de laatste plaats omdat men zich uit zorg voor het eigen zieleheil bewust was van het belang om een correcte keuze te maken.
Constantius stond met volle overtuiging aan de kant van de Arianen: reeds in 338 had hij de Niceense bisschop van Constantinopel, Paulus in ballingschap gestuurd en vervangen door de Ariaanse Eusebius van Nicomedia. Het bijvoeglijk naamwoord "Ariaans" is echter problematisch, omdat onder dit etiket vaak zeer uiteenlopende religieuze stromingen van het christendom worden gegroepeerd. In die tijd vielen alle tegenstanders van de geloofsbelijdenis van Nicea onder dit etiket. Constantius koos uiteindelijk voor de Homöer (zie Acacius van Caesarea), die in mei 359 op de 5e synode van Sirmium met de Homöusianen (zie Basilius van Ancyra) tot een vergelijk wisten te komen, dat conform het Heilige Schrift de Zoon aan de Vader gelijkaardig is, De keizer sprak zich met deze beslissing tegen de "radicale Arianen" (zie Aetios en Eunomius), de zogenaamde Anhomöer uit. De overeenstemming van 359 was echter van korte duur. Al snel kwam het ook tussen de Homöern en Homöusianen opnieuw tot conflicten.
In het Westen hadden Constantijn II en Constans tot aan hun dood de aanhangers van de geloofsbelijdenis van Nicea ondersteund, in het Oosten weigerde de meerderheid van de bisschoppen wederom het primaat van Rome in geloofszaken te erkennen. Het in 342 door Constantius en Constans bijeengeroepen Concilie van Serdica alsook andere pogingen om een gemeenschappelijke geloofsbekentenis voor het gehele Romeinse Rijk te formuleren, liepen echter op niks uit.
In dit kader kwam het ook tot een conflict tussen de keizer en Athanasios, de strijdlustige, maar charismatische bisschop van Alexandrië, die de Ariaanse positie energiek en soms meedogenloos bestreed en die meerdere keren in ballingschap werd gestuurd. Athanasios kreeg steun vanuit het westen van het Romeinse Rijk. In 346 mochten Athanasios en de ex-patriarch Paulus uit ballingschap terugkeren, dit nadat Constantius en Constans uit nood geboren tot een akkoord waren gekomen, daarbij speelde waarschijnlijk ook een rol dat de Perzen aan de oostelijke grens wederom problemen gaven. Toen Constantius na de dood van Constans alleenheerser was geworden veroordeelde hij Athanasios. Deze moest vluchten, nu naar monniken in Egypte. Hij kon pas onder het bewind van keizer Julianus de Afvallige naar Constantinopel terugkeren.
Constantius zag de keizer als Heer van de Kerk. In het bijzonder na 350 stuurde Constantius II, die zichzelf als keizer door goddelijke genade zag, op een overwinning van het "Arianisme" aan. Hij deed dit onder andere door de concilies van Sirmium, Arles, Milaan en het Beziers bij een te roepen en de daar te nemen beslissingen min of meer te dicteren.
Constantius' poging om met al zijn macht een uniform (Ariaanse) geloofsbekentenis door te drukken, mislukte echter: Op de concilies van Ariminum en Seleucia in Isaurië (359) en ten slotte ook in Constantinopel (360) lukte het de keizer door het uitoefenen van zware druk een uniform Ariaanse geloofsformule voor het gehele Romeinse Rijk op te stellen, die in lijn was met de inzichten van de Homöer. Vooral in het westen werd dit echter als ontoelaatbare dwang geïnterpreteerd, waartegen een aanzienlijke oppositie ontstond. Toch moet worden benadrukt dat zich ten tijde van Constantius, in tegenstelling tot veertig jaat later in de tijd van Theodosius I nog geen dominant christelijk geloof had ontwikkeld. Dit bemoeilijkte de keizerlijke religieuze politiek aanzienlijk. Weliswaar bekleedden de "Arianen" bij de dood van Constantius de belangrijke bisschopszetels, dit bleek echter alleen een schijnbaar succes, aangezien de nu dode keizer deze benoemingen door dreiging en zelfs gebruik van geweld had afgedwongen.
Een interessante episode is de "Missie naar het Oosten", die in de jaren 40 van de 4e eeuw werd ondernomen: wel ook met het doel om de door het Sassanidische Rijk onderbroken handelsbetrekkingen met het Indiase subcontinent te doen herleven werd de missionaris Theophilus door Constantius naar het Oosten uitgezonden. Hij kwam tot in Zuid-Arabië, misschien zelfs tot in Voor-Indië en keerde uiteindelijk via Aksum naar het Romeinse Rijk terug. In Aksum verspreidde het christendom zich evenzeer als onder de Goten: Wulfila vervaardigde een Bijbelvertaling (de zogenaamde Wulfilabijbel) in het Gotisch, waarvoor hij een eigen schrift op basis van Griekse letters schiep.
Tegenover het heidendom nam Constantius, die zijn christelijk geloof klaarblijkelijk zeer serieus nam, een afwijzende positie in, die zich onder meer uitte door een verbod op nachtelijke offers, het verbod op heidense cultussen en door het sluiten van heidense tempels. Ook kwam het op sommige plaatsen tot de vernietiging van heidense tempels. Dit gebeurde echter niet in opdracht van Constantius, maar kon op het conto van plaatselijke gouverneurs en/of bisschoppen worden geschreven. Na zijn bezoek aan Rome zwakte de keizer dit beleid enigszins af, ook al gaf hij bijvoorbeeld wel opdracht het Victoria-altaar uit de senaat in Rome te verwijderen. Zijn houding ten opzichte van de heidenen, was echter in veel opzichten eerder reactief dan agressief vechtend, vooral omdat de heidense cultussen toenemend aan aantrekkingskracht inboetten. Onder Constantius konden heidenen nog wel hoge posities bekleden.